# الناصرة (الحديدة)

تعديل مصدري - تعديل

الناصره هي إحدى قرى مديرية الزهرة، التابعة لمحافظة الحديدة اليمنية، بلغ تعداد سكانها 1079 نسمة حسب الإحصاء الذي أجري عام 2004.